# Lista de personagens da série Street Fighter
Esta é uma lista de personagens da série Street Fighter.

## Introduzidos emStreet Fighter

### Ryu
Ryu (リュウ, Ryū) é o principal protagonista da série Street Fighter. Tendo estreado no primeiro Street Fighter em 1987, Ryu aparece como o personagem principal do jogo ao lado de seu melhor amigo Ken Masters.
Ryu é um rapaz quieto, calmo e centrado em tudo o que faz sempre buscando a perfeição. Devido a sua natureza calada as vezes ele acaba passando uma má impressão sobre si a outros parecendo indiferente e insensível, porque costuma guardar seus problemas para si mesmo dificilmente abrindo-se com alguém.
  Viajando o mundo com uma natureza severa, para  tornar-se um verdadeiro guerreiro, Ryu leva suas viagens e seu treinamento muito a sério como um guerreiro errante, as vezes mostrando-se ser um grande pensador e filósofo meditando em como alcançar seu objetivo de lapidar-se fisicamente, mentalmente e espiritualmente. Ele respeita os outros com habilidades iguais e superiores sempre guardando um novo aprendizado.
Em Street Fighter III , Ryu parece ter desenvolvido uma personalidade um pouco mais amigável. Ele ainda é muito quieto e reservado, mas atualmente está sempre disposto a cumprimentar as pessoas com um sorriso e aconselhar os mais jovens, característica esta herdada de seu mestre Gouken.

### Ken
Ken Masters (ケン・マスターズ, Ken Masutāzu), originalmente escrito em japonês como 拳 (Ken), é um personagem recorrente da série. Ken é o melhor amigo e rival de Ryu, que também apareceu em todos os jogos de Street Fighter. O objetivo de Ken é testar seu poder contra muitos lutadores diferentes, e se esforça para se tornar mais forte. Ele usa técnicas aprimoradas de Shoryuken ki.

### Retsu
Retsu (烈) é um ex-instrutor de Shorinji kempo que foi expulso de seu templo por se envolver em lutas demais. É o primeiro oponente do Japão em Street Fighter.

### Geki
Geki (激) é um ninja japonês que luta com uma garra e estrelas shuriken e possui a habilidade de teletransporte. É o segundo oponente japonês em Street Fighter.
Geki é um ninja que trabalha como assassino de aluguel. Sempre carrega suas tarefas com sua garra mortal, e usa suas especiais habilidades ninja assim como sua ótima velocidade e sua habilidade de se teletransportar. Sendo um dos poucos mestres do Ninjitsu, é mortal apesar de sua idade avançada. Ele participou de uma organização secreta no primeiro “King of Street Fighter” mantido por Sagat; alguns dizem que inimigos de Sagat contrataram ele para matar o campeão de Muetai, mas agora, aposentado de qualquer batalha, construiu seu próprio dojo, onde ele se manterá treinando aqueles que pertencem à sua linhagem para manter viva a tradição ninja.
É dito que Geki voltou a treinar.
Há rumores sobre seu aparecimento no cenário de Ibuki em SF3 quando ela perde e passa por cima de Ibuki.
Notas:
- Os ninjas existem desde o Japão feudal, e embora as atividades ninja tenham diminuído até quase se extinguirem, ainda existem nos tempos modernos. Um dos poucos sobreviventes da linhagem ninja é Geki.
- Geki não é oficialmente dito como pai de Ibuki ou mesmo um membro do clã de Ibuki. Nenhum dos ninjas que aparecem no estágio de Ibuki é Geki. Eles todos tem nomes e Geki não é um deles.
- É uma conjectura que Geki treinou Vega (espanhol), mas isso é apenas uma conjectura. Os movimentos de Geki realmente são completamente diferentes de Vega (Geki tem um teleporte que desaparece e utiliza mais de ataques com shukirens).
- Vega e Geki são ditos como "rivais de garra". Suas habilidades com a garra são consideradas iguais. Talvez isso é o que faça tantas pessoas acharem que Geki treinou Vega.
- Para Geki, o fanbook diz que ele usa shurikens como um ataque surpresa e "All About Capcom" diz que ele é um expert em shuriken. Ele continua a lutar para ser reconhecido no mundo o poder dos ninjas, sendo ele, um descendente ninja.

### Joe
Joe (ジョー, Jyō), o primeiro oponente americano em Street Fighter, é um campeão clandestino de artes marciais que pratica participando de lutas de rua. Sua técnica especial é um chute giratório.

### Mike
Mike (マイク, Maiku) é um boxeador afro-americano que competia profissionalmente até acidentalmente matar um oponente em uma luta. É o segundo oponente que o jogador enfrenta em Street Fighter. Mike é visto como um precursor de Balrog ou M. Bison (Mike Bison) na versão original japonesa, devido ao seu perfil e aparência similares.

### Lee
Lee (李) é um mestre em artes marciais chinesas, que busca testar suas habilidades contra oponentes poderosos. Ele é o primeiro adversário chinês de Street Fighter. Lee é tio dos personagens Yun e Yang de Street Fighter III (provavelmente é irmão do pai deles), e possivelmente filho de Gen e tio de Chun-Li.

### Gen
Gen (元) surge no primeiro Street Fighter e é o segundo oponente que o jogador enfrenta na China. Gen é um velho mestre de artes marciais que também atua como assassino.
Gen retorna como personagem controlável em Street Fighter Alpha 2 e Street Fighter Alpha 3. Gen é o único personagem que pode trocar estilos de luta durante o combate: Mourning Mantis Style (Ko-Ryu, ou "Estilo Louva-a-Deus") e Hateful Crane Style (Ki-Ryu, ou "Estilo Garça"). Na série Alpha, Gen é um assassino com uma doença terminal que deseja lutar contra Akuma antes de morrer. Ele também confronta Chun-Li (cujo pai era seu discípulo) como rival secreto em Alpha 2 e Ryu como sub-chefe em Alpha 3, por acreditar que ele utiliza o mesmo estilo assassino que Akuma. Gen é um personagem adicional nas versões para console de Street Fighter IV.

### Birdie
Birdie (バーディー, Bādī) aparece em Street Fighter como o primeiro oponente que o jogador enfrenta na Inglaterra. Neste jogo, ele é um punk alto e branco com penteado moicano. Ele e Eagle foram nomeados com base nos termos de golfe de mesmo nome.
O personagem reaparece em Street Fighter Alpha: Warriors' Dreams em 1995 e suas sequências, Street Fighter Alpha 2 em 1996 e Alpha 3 em 1998. Neste jogo, ele aparece negro e com um penteado moicano diferente do original (maior, estilizado e com um furo circular através dele). O personagem debocha de tal inconsistência em Alpha 3, dizendo que parecia pálido porque estava doente. Birdie luta na série Alpha com um estilo de agarrões similar ao de Zangief, usando suas correntes para derrubar os oponentes.
Nos dois primeiros jogos Alpha, Birdie é caracterizado como um segurança de pub que decide ganhar fama ao se juntar a organização de M. Bison, a Shadaloo. Nos finais dos dois jogos, ele derrota Bison em combate e consegue entrar em sua organização. Em Alpha 3, ele já é membro da Shadaloo, mas decide tomar posse da organização e se rebela contra Bison, acreditando que poderia ganhar algum dinheiro roubando o Psycho Drive, o equipamento que amplifica os poderes de Bison.
Apesar de seu plano ter falhado, Birdie ainda permaneceu na Shadaloo por algum tempo, até decidir fugir por causa da constante pressão que sofria do novo braço-direito de Bison, F.A.N.G. Obcecado por ordem, F.A.N.G tentou instituir um novo código de vestimenta para os recrutas da Shadaloo, mas Birdie se se recusou a usar o barrete que deveria acompanhar o uniforme. Vagando sem rumo e passando fome, Birdie teve um encontro fatídico com Karin Kanzuki que, reconhecendo sua força bruta, o contratou como guarda-costas.

### Eagle
Eagle (イーグル, Īguru) é um segurança da Inglaterra e luta com bastões. Eagle procura testar todas as artes marcias, para encontrar o duelo perfeito. É o segundo oponente da Inglaterra em Street Fighter e se torna um personagem selecionável em Capcom vs. SNK 2, como um agente secreto da MI6, participando ainda da versão de Street Fighter Alpha 3 para Game Boy Advance e PlayStation Portable.

### Adon
Adon (アドン, Adon) se tornou estudante três anos depois de Sagat ter se tornado o "Rei do Muay Thai". Freqüentemente é comparado a uma "versão inferior" de Sagat, embora ele seja diferenciado, com técnicas mais acrobáticas. Adon entrou no primeiro torneio para provar que era mais que isso. O sempre convencido Adon se decepcionou muito quando Sagat enfrentou Ryu, que o levou a derrota com um único Metsu Shoryuken. Adon não estava furioso com Ryu por ter derrotado seu ídolo, ele estava furioso com Sagat por não poder honrar o Muay Thai (esquecendo convenientemente que Ryu teve um duelo com ele durante o torneio World Warrior). Ele desafiou Sagat para o título de "Rei do Muay Thai" e ganhou, mas Sagat, enfurecido danificou tanto ele na briga que Adon teve que ser hospitalizado por meses. Quando estava de pé novamente, Adon ouviu que um estranho lutador tinha matado um de seus desafiantes, usando a mesma técnica que Ryu usou para derrotar Sagat. Adon jurou achar o estranho e levar este poder para ele próprio.
Adon é alto, com amplos ombros, e uma compleição física parecida em alguns aspectos com a de Sagat, permitindo-lhe empregar vários ataques eficazes. O leque dos seus habituais ataques foi aumentado significativamente entre Street Fighter Alpha e Street Fighter Alpha 3.
Até o presente momento, a história conhecida de Adon depois disso é que ele teria voltado para a Tailândia e continuado a lutar como o Rei do Muay Thai, até Sagat, procurando algo que pudesse reavivar seu espírito de lutador, decide desafiá-lo de novo, e o derrota com seu novo golpe, Tiger Genocide (o Ultra Combo atual de Sagat).

## Introduzidos na sérieStreet Fighter II

### Chun-Li
Chun-Li é uma personagem apresentada em Street Fighter II. É considerada a segunda personagem feminina jogável em jogos de luta, pois antes dela já havia Typhoon Gal, do arcade Onna Sanshirou - Typhoon Gal (1985, Taito)

### Blanka
O mais selvagem dos Street Fighters; resultado de uma misteriosa mutação genética sofrida por um jovem que se perdeu na Floresta Amazônica. Apesar de não saber, seu nome verdadeiro é Jimmy. Tendo passado quase toda a sua vida na selva Amazônica, Blanka se considera brasileiro e quer encontrar sua mãe. Dotado de forças sobre humanas, reflexos animalescos e capacidade de gerar dolorosas descargas elétricas, Blanka é temido por todos e se mostra um adversário terrível até mesmo para o poderoso Zangief. Em Street Fighter IV, finalmente a mãe de Blanka, Samantha, o encontra e os dois vivem juntos outra vez, após o encerramento de Super Street Fighter 2 Turbo. Agora Blanka já vive entre humanos, que viraram seus amigos, especialmente Dan (que ajudou a treiná-lo e o ensinou a falar a língua humana) e Sakura. No filme Street Fighter, Blanka foi misturado com  o amigo de Guile, Charlie Nash, sendo chamado de Carlos Blanka. Carlos Blanka é transformado em monstro por causa de experimentos feitos pelos cientistas de Bison; uma versão que, no entanto, não é oficializada pela Capcom.

### Zangief
Um lutador Russo muito alto de quase 200 quilos, que entra no torneio, mas é derrotado,e com essa frustração vai a floresta treinar com ursos e com intuito de ficar mais forte. Têm golpes que tiram muito sangue de seu oponente, seus golpes são os de agarrões que Zangief se arremessa para o alto com o seu oponente caindo no chão, também têm os famosos socos com os braços giratórios e as suas mordidas.

### E. Honda
Edmond Honda é um conhecido lutador de sumô do Japão, e entra para o torneio de Street Fighter com o objetivo de mostrar para o mundo o poder e a grandiosidade do sumô e fazer com que a arte marcial se torne mais conhecida e respeitada. Suas habilidades de combate baseam-se em agarramentos e golpes de sumô além de técnicas desenvolvidas por ele mesmo.

### Guile
Guile é um militar da Força Aérea dos Estados Unidos da série. Guile é um dos melhores soldados do exército e no anime Street Fighter é chamado para resgatar Ken e Ryu de Bison

### Dhalsim
Natural da Índia, vive num vilarejo, tem golpes de alto alcance podendo golpear o oponente a distâncias longas, solta fogo pela boca de duas formas, uma expelindo por mais tempo, e a outra em fogo pequeno uma de cada vez no decorrer da luta, é um pouco lento, mas com golpes eficazes. Seu cenário é um dos mais bonitos, com elefantes e sons sonoros bons para jogar.

### Balrog
Um lutador de boxe americano, é convidado por Bison a fazer parte de sua organização criminosa, é um dos subchefes, tem um direto de direita que é capaz de arrancar muito sangue do oponente na luta.

### Vega
Nasceu na Espanha, um homem de família rica que aprende a ser toureiro, na história usa máscara para preservar seu belo rosto, luta e dá shows em jaulas, destaca-se tanto que desperta o interesse de Bison e entra para a sua organização. Em seu cenário dar para ver Bison na platéia, tem golpes de pulos quando escala a grade de sua jaula no decorrer da luta, tem um chute rasteiro que desliza quase que indefensável e é um dos subchefes do jogo.

### M. Bison
O chefão do jogo, líder da organização de narcotráfico Shadaloo procurado pela Interpol por causa de sequestros, tráficos de armas e de drogas. Tem o seu poderoso poder psycho power ensinado pelo seu mestre que ele mesmo o mata numa luta. Recruta Vega, Sagat e Balrog para a sua organização Shadaloo.

### T. Hawk
Quando Thunder Hawk (サンダー・ホーク, Sandā Hōku) era um bebê, ele e os membros da sua tribo, os Thunderfoot (literalmente, Pés-de-Trovão) estavam sendo forçados a saírem das suas terras pela Shadaloo. Alguns Thunderfoot resistiram e lutaram contra a Shadaloo. Muitos foram mortos, incluindo Arroyo Hawk (o pai de Thunder Hawk), que foi assassinado por um homem chamado M. Bison. Agora, os remanescentes dos Thunderfoot vivem no México, perto das planícies do Monte Albán. T. Hawk quer nada mais do que a sua vingança contra Bison, e ações para recuperar o terreno que foi tomado de seu povo.
Muitos membros dos Thunderfoot desapareceram após os eventos com a Shadaloo, e Thunder Hawk tinha de encontrá-los. Um deles se tornou Noembelu, uma das lutadoras que sofreu lavagem cerebral de Bison (como Cammy sofreu). Ele descobriu Noembelu, mas não se sabe se ela voltou para casa com ele ou recuperou quaisquer memórias, perdidas ao se tornar uma Doll. Também não se sabe se Thunder Hawk encontrou mais alguém da sua tribo, mas o mais provável é que não, devido ao seu novo intento contra Bison.
T. Hawk entrou no segundo World Warrior para lutar contra Bison e recuperar o que é de seu povo. Ele não sai como o grande vencedor, mas consegue recuperar a terra, que agora se encontra vazia e com um ar desolador. Determinado, T. Hawk pretende trazer de volta os Thunderfoot e tornar a terra próspera outra vez.

### Cammy
Cammy White (キャミィ・ホワイト, Kyamī Howaito), também conhecida como Cammy (キャミィ, Kyamī), é e a segunda lutadora feminina a aparecer na série. Ela estreou em 1993 como um dos quatro novos personagens em Super Street Fighter II: The New Challengers. Ela também foi destaque nos jogos Street Fighter Alpha, primeiro como personagem secreta e depois como personagem jogável. Os jogos exploram sua história de fundo como uma das assassinas mais mortais de M. Bison ou "bonecas" transformada de uma agente amnésica em operação do MI6 para o governo britânico.

### Feilong
Feilong ou Feiron é um personagem fictício da série Street Fighter. "O Seattle Times" descreveu-o como "o mais mortal" dos novos personagens introduzidos em "Super Street Fighter II". Criado como um tributo ao ator e artista marcial Bruce Lee, Feilong tem uma trajetória similar, sendo um ator de filmes de ação de Hong Kong que participa do torneio no intuito de aprimorar seu estilo de luta, o Kung Fu Hitenryu (literalmente, "dragão voador"). Apesar da fama como celebridade, Feilong não se deixa deslumbrar por ela, sendo um praticante sério e muito dedicado à sua arte.

### Dee Jay
Dee Jay (ディージェイ, Dī Jyei), conhecido como "O Cometa Meridional", é um jovial kickboxer,que luta acompanhando o ritmo da música. Eventualmente, ele se tornou um astro da música, mas ainda teve tempo de entrar no segundo Torneio Mundial de Lutadores, em busca de novos ritmos para suas canções.
Dee Jay é alegre, e está sorrindo constantemente, fazendo o gesto do polegar para cima. Ele veste calças laranja com tiras amareladas onde se lê em branco "MAXIMUM", e luvas laranja. Seu corte de cabelo possui um "M" de maximum em cada lado da cabeça. Dee Jay é também visto no filme animado, usando um colar caribenho.
Foi provado que jamaicanos amam a vida boa. E Dee Jay obviamente não é uma exceção. Como a maioria dos jamaicanos, Dee Jay ama caminhar na praia, surfar, ouvir música, curtir a boa vida. Sempre portando seu grande sorriso, Dee Jay tem duas paixões que o tranqüilizam: uma é o eterno hobby em compor música rasta, sempre buscando novos tons para ela. Sua segunda paixão reside no kickboxing, que ele ama praticar. Porém, Dee Jay esteve buscando uma forma de integrar ambos os hobbies. Dee Jay agora viaja pelo mundo em busca da combinação perfeita entre seu estilo e sua música, criando novos tons que poderiam dar fama a ele. Claro, ninguém disse que combinar os sons com o kickboxing seria fácil.
Dee Jay é um jovem kickboxer e superstar da música saudado na Jamaica. Este jovem bem composto e de pele escura com um sarcástico senso de humor cresceu sob o pulsante calor do sol. Dee Jay é conhecido como um capaz artista marcial e um artista musical. Ele tem diversos títulos de campeonatos de luta e seus álbuns venderam milhões. Ele possui uma brilhante e energética personalidade e curte dançar assim como tocar maracas. Seus socos afiados e longos e fluentes chutes se movem com o ritmo de sua música, utilizando de um ritmo interno para criar sua assinatura em seus movimentos, o “Machine Gun Uppercut”, que ele usa para tontear seus oponentes. Seu “Double Rolling Sobat” avança com cada passo e tem um incrível alcance, o tornando ideal para atingir oponentes distantes.
Depois de meses de busca e batalhas, Dee Jay achou um “ritmo de luta” que significa uma nova direção para sua música. Inspirado pelas batidas e ritmos que ele sentiu no meio de uma batalha ele rapidamente viciou em lutar. Sua personalidade bombástica que se diverte durante cada partida foi infecciosa e o trouxe a uma nova estrada como um lutador capaz. Dee Jay continua a perseguir ambos, artes marciais e qualidade musical, viajando pelo mundo vendo o que seu futuro o trará.
Street Fighter Alpha 3: Dee Jay era um jovem kickboxer, conhecido como “cometa sulista”. Esse alegre lutador rapidamente se tornou um campeão mundial. Animado, ele agora busca pelo mundo por uma boa briga. E ele... não faz nada. Ele se torna uma estrela musical aparentemente [Conjectura baseada na história in-game].
Street Fighter 2: Dee Jay participa no torneio Street Fighter 2 para descobrir mais sobre ritmo para suas músicas e conforme luta, ele percebe uma nova batida e se torna mais popular ainda [Conjectura baseada na história in-game].
Dee Jay- SSF2TR: Arquivo do personagem escondido.
O homem que tem o estilo de luta de um músico profissional. Para procurar por um novo ritmo, ele participa de batalhas.
Ele ainda é uma estrela da música. De acordo com o Eternal Challenge, "Dee Jay continua a perseguir ambos igualmente, música e artes marciais, viajando em busca do que seu futuro guarda para ele."

### Akuma
Akuma, mas conhecido no Japão como Gouki, fez sua primeira aparição no jogo Super Street Fighter II Turbo (1994). Na forma Shin Akuma também foi um dos chefes do jogo SNK vs. Capcom[carece de fontes?] Tem como estilos de luta o Ansatsuken, enraizado nas artes indígenas do caratê e Shorinji Kempo
Akuma foi criado a pedido de Noritaka Funamizu para Akira Yasuda ao criar um novo personagem de Street Fighter. Akuma foi projetado para agradar aos fãs que foram vítimas de uma piada de do Dia da Mentira da revista Electronic Gaming Monthly de que havia um personagem oculto chamado Sheng Long. Funamizu queria que o personagem, Akuma, fosse baseado no design de Ryu. Enquanto ainda era um personagem maligno, Yasuda ainda queria criar um grande contraste entre o chefe regular, M. Bison, e Akuma.

## Introduzidos na sérieStreet Fighter Alpha

### Charlie Nash
Charlie Nash é um soldado americano, amigo íntimo de Guile, que era seu mestre de combate no exército. Ele aparece pela primeira vez em Street Fighter Alpha: Warriors 'Dreams, com um cabelo loiro, óculos e uma jaqueta laranja de manga curta. Ele morre nas mãos de Bison na tentativa de lutar contra Shadaloo, antes do início do segundo torneio de Street Fighter II, quando Guile ainda era um soldado simples. Após vários anos de ausência, Charlie retorna ao Street Fighter V, onde ressuscita temporariamente. Aqui ele assume uma aparência muito semelhante ao monstro de Frankenstein, mas continua a ter as mesmas roupas que tinha quando estava vivo.
Originalmente, o personagem era conhecido simplesmente como Nash no Japão e como Charlie em versões estrangeiras. A mudança de nome foi feita após uma sugestão de um membro da equipe da subsidiária americana da Capcom, que sentiu que "Nash" não era natural o suficiente para que os jogadores americanos se identificassem. Os dois nomes seriam posteriormente combinados em certos meios licenciados de Street Fighter - particularmente na série de quadrinhos de Udon - para formar o nome completo "Charlie Nash", que foi oficialmente adotado pelos jogos que começaram com Street Fighter IV. Como resultado, Street Fighter V foi o primeiro jogo a abandonar a prática usual de mudar o nome do personagem para "Charlie" em versões estrangeiras, referindo-se a ele principalmente como "Nash" em todas as regiões.
Fora dos videogames, o amigo de Guile parecia diferente. Na série animada Street Fighter II V não parece ser um lutador e acaba morto tentando impedir Shadaloo; no filme Street Fighter, ele foi misturado com o personagem Blanka: neste filme, seu nome é Carlos Blanka e ele é submetido a um experimento para obter um lutador aprimorado, saindo com a pele verde. Foi interpretado por Chris Klein em Street Fighter: The Legend of Chun-Li.

### Rose
Rose (ローズ, Rōzu) tem sua primeira aparição em Street Fighter Alpha. Ela é uma cartomante que parte pelo mundo para erradicar os poderes malignos de Bison com o uso de seu próprio poder, o Soul Power. Ao fim do jogo, Rose enfrenta Bison e aparentemente o mata. Porém, em seu final em Street Fighter Alpha 2, Rose consulta suas cartas de tarô e descobre que Bison conseguiu sobreviver.
Nos últimos momentos de Street Fighter Alpha 3, ela enfrenta Bison novamente e crava seu punho no peito dele, canalizando sua energia no corpo de seu inimigo. Enquanto Bison confronta Rose, também revela que ambos dividem a "mesma alma". Por fim, Bison derrota Rose perfurando o seu corpo, e assim, a Rose desmaia quase chegar ao ponto de morrer. Em seguida, Bison é derrotado por Guy, que encontra Rose desmaiada e a leva para um lugar seguro. Bison, aparentemente morto, na verdade transferiu sua consciência para o corpo de Rose.
No intervalo existente entre a série Alpha e Street Fighter II: The World Warrior, Bison permanece no corpo de Rose até que seus cientistas recriem um novo corpo para ele. Bison retorna como o oponente final de Street Fighter II. O livro Street Fighter IV Training Guide revela que Rose sobreviveu ao processo, mas não se lembra do ocorrido.
Rose retorna nas versões para console e PC de Street Fighter IV como personagem adicional. Sua história no jogo é uma busca por Bison, para acabar com ele de uma vez por todas. Durante sua participação no torneio, ela encontra Ryu e tenta impedir que ele prossiga para protegê-lo, dizendo que ele é a "última esperança". O resultado do encontro é uma luta com bastante relutância de ambas as partes. Em seu final, Rose confronta Bison, que toma de volta o resto de seu poder dela, fazendo-a cair inconsciente. Bison declara que a manterá viva para satisfazer sua alma. A situação é resolvida no final de Guy em Super Street Fighter IV, que derrota Bison por definitivo e resgata Rose.
Rose sempre achou que Ryu fosse a "ultima esperança", mas na verdade o predestinado a derrotar o mal maior é Guy.
Elizaveta Kiryukhina representou Rose no filme Street Fighter: The Legend of Chun-Li, em 2009. Nele, Rose é filha de Bison e teve a parte boa da alma do pai transferida para ela. Ao final do filme, Rose vê seu pai morrer pelas mãos de Chun-Li.

### Dan Hibiki
Dan Hibiki ou simplesmente Dan é uma personagem da série Street Fighter, produzida pela Capcom. O primeiro jogo em que Dan apareceu foi Street Fighter Alpha. Logo após o lançamento de Street Fighter II, a empresa rival SNK lançou seu próprio jogo de luta, Art of Fighting. O personagem principal desta série, Ryo Sakazaki, tinha uma semelhança na aparência e no nome de Ryu, assim como outras semelhanças estéticas com Ken, vestindo um quimono laranja e cabelo loiro esportivo. Em retaliação bem-humorada, o co-designer de Street Fighter II, Akiman, desenhou uma obra de arte de Sagat segurando um oponente derrotado pela cabeça durante o lançamento de Street Fighter II: Champion Edition. Este character design se tornaria a base de Dan, que foi introduzido como um personagem secreto em Street Fighter Alpha até finalmente se tornar um personagem selecionável por padrão na sequência do jogo, Street Fighter Alpha 2. Sua bola de fogo é reveladora: em vez de usar as duas mãos para disparar seu Gadōken, como Ryu e Ken fazem para o Hadōken, ele o lança com uma mão só, como Ryo, Robert e Yuri fazem para o Kooh-ken (embora o Gadōken de Dan promova danos e alcance medíocres). quando o jogador usa a super versão do movimento, o Shinkū Gadōken). Dan também pode insultar infinitamente como em Art of Fighting, ao contrário de seus companheiros de Street Fighter Alpha, que só podem zombar uma vez por rodada na série Alpha.

### Sakura Kasugano
Sakura Kasugano é a maior fã de Ryu desde a vitória dele no primeiro torneio Street Fighter. Depois de treinar com Dan Hibiki, entrou no campeonato para achá-lo; e aprende, copia e treina suas técnicas. Possui 16 anos (em Street Fighter Alpha 3) e sonha em ser treinada por Ryu.
Sakura geralmente luta com seu uniforme escolar (制服) (seifuku) com um par de shorts vermelhos por baixo. Ela usa um top vermelho sob o uniforme, luvas de caratê e uma faixa branca na cabeça.

### Evil Ryu
Na série há uma outra versão selecionável de Ryu, conhecida como Evil Ryu (殺意の波動に目覚めたリュウ, Satsui no Hadou ni Mezameta Ryū?, lit. "Ryu que despertou o Surto da Intenção Assassina"). Essa forma alternativa de Ryu apareceu originalmente em um mangá da série Street Fighter Alpha, escrito por  Masahiko Nakahira, e só foi introduzida aos jogos pela primeira vez em Street Fighter Alpha 2 como um personagem secreto. Ryu atinge esse estado quando é dominado pela energia sombria chamada Satsui no Hado, se tornando violento a ponto de provocar a morte de seus oponentes. Nos jogos Alpha ele veste um keikogi e uma bandana pretos e sua pele e cabelo adquirem um tom mais escuro. Sua aparência foi remodelada em Super Street Fighter IV: Arcade Edition, se tornando mais ameaçadora e similar à de Akuma. Ele agora possui dentes pontiagudos, cabelo vermelho, olhos brilhantes, roupas rasgadas e um keikogi roxo escuro. Mais notavelmente, ele recebeu uma grande cicatriz circular e ardente em seu peitoral e uma semelhante em suas costas, esta porém em formato do kanji 天 (ten, céu?). Evil Ryu possui uma voz monstruosa e é capaz de emitir uma aura vermelha.
A jogabilidade de Evil Ryu é fundamentalmente similar à de sua versão normal. Ele é capaz de realizar as técnicas Hadoken, Shoryuken e Tatsumaki Senpuukyaku, porém em variações mais poderosas. Ele também adquire alguns golpes de Akuma, como seu teletransporte e o mortal Shun Goku Satsu (瞬獄殺?), que quando executado por Evil Ryu manifesta o kanji 滅 (metsu, destruição?). Ele possui um dano de ataque maior que a maioria dos personagens, mas também uma baixa vitalidade.

### Rainbow Mika (Mika Nanakawa)
Rainbow Mika ou R. Mika (レインボー・ミカ, Reinbō Mika), nome artístico de Mika Nanakawa (七川 美華, Nanakawa Mika), é uma lutadora profissional de luta livre, treinada por Yoko Harmegeddon. Seu objetivo é tornar-se a "Estrela do Ringue". Para conseguir isso, Mika decidiu que iria viajar pelo mundo e batalhar com lutadores de rua famosos antes mesmo de estrear oficialmente, Ela usa um maiô sensual como traje de luta e possui ataques usando o próprio corpo,aproveitando toda a sua voluptuosidade para nocautear os adversários mais desatentos,Durante esse tempo, ela conheceu seu ídolo, Zangief, que lhe deu inspiração para treinar duro, para a próxima vez que eles se encontrarem.

### Karin Kanzuki
Karin Kanzuki (神月 かりん, Kanzuki Karin) é considerada uma concorrente de Sakura, que derrotou-a quando desafiada. Karin é de uma família muito rica, cujo lema é "Tudo o que você precisa é vitória" e alternadamente "O pior que você pode ser será sempre o melhor", e usou a fortuna familiar ao tentar rastrear Sakura para seu novo desafio, após ter sofrido a primeira derrota de sua vida para Sakura. Karin derrota Sakura, mas percebe que a vitória foi consequência, e que a luta em si é mais importante, não ganhar ou perder.

### Juli
Juli (ユ ー リ Yūri?), cujo nome verdadeiro é Julia (ジ ュ リ ア Juria?), é, junto com sua parceira Juni, uma assassina que sofreu lavagem cerebral, e foi uma das soldadas de elite de M. Bison, conhecida como "Dolls". Julia era uma jovem que vivia na aldeia da tribo Thunderfoot que foi capturada por Shadaloo e submetida a uma lavagem cerebral para fazer parte das Dolls. T. Hawk, um membro da tribo Thunderfoot, jurou encontrar Juli.

### Juni
Juni (ユ ー ニ Yūni?), junto com sua parceira Juli, é uma assassina que sofreu lavagem cerebral e pertencia a guarda de elite de M. Bison, as Dolls. Atualmente treina com o grupo de Cammy, o Delta Red.

### Ingrid
A primeira aparição de Ingrid (イングリッド, Inguriddo) seria em Capcom Fighting All Star. Como o game foi cancelado levaram a presença dela para Capcom Fighting Jam e em seguida para Street Fighter Alpha 3 Max. Pouco se sabe sobre sua história. Em Street Fighter Alpha 3 Max, em sua quinta luta (contra Evil Ryu) ela liberta Ryu da influência do Satsui No Hadou e diz para que ele siga em sua busca por conhecimento. Na penúltima batalha (contra Rose), ela se revela uma "Emissária das Estrelas". Rose, sendo uma mística (ela é uma iniciada nas artes divinatórias: quiromancia, tarô, etc), fica impressionada pelo fato de não conseguir ler o futuro de Ingrid.
Ingrid aparenta ter um poder psíquico semelhante ou superior ao de Rose pois abordou tanto ela, quanto Ryu e M.Bison/Vega pelo nome sem que qualquer um dos três a conhecesse. Além disso, a capacidade de libertar Ryu do Satsui no Hadou, confirma a tese de que é uma personagem poderosa.
No diálogo da batalha final, contra M. Bison (Vega), Ingrid afirma que é a verdadeira detentora do Psycho Power e que M.Bison/Vega roubou parte de seu poder. 
Em seu final, ela recupera um item, originalmente de sua posse, que estava no Psycho Drive de M.Bison, fonte de seu poder e resolve levar consigo a estátua do estágio do Sagat para o futuro (ano de 201X) e ver como Ryu está se saindo como monge, de onde se supõe que tenha a capacidade de viajar pelo tempo.
Na HQ que faz ligação com o jogo Street Fighter x Tekken, é mostrado que Ingrid é a responsável por enviar a caixa de Pandora para a Terra, ocasionando os conflitos.

## Introduzidos na sérieStreet Fighter III

### Alex
Alex estreou na primeira iteração de Street Fighter III, onde ele é promovido a novo personagem principal pelos produtores da Capcom. A despeito de seu tamanho, Alex é extremamente rápido e poderoso em combate mano a mano. Sua principal arma são seus agarrões velozes e socos bem colocados. Alex procura vingança pela derrota de seu amigo Tom que foi seriamente ferido por Gill, apesar de Tom dizer que Gill venceu honradamente. Mesmo derrotando Gill, Alex não teve a chance de mata-lo, e volta para casa e acaba encontrando Tom totalmente recuperado.

### Yun
Yun (ユン) é um artista marcial nascido em Hong Kong, irmão gêmeo de Yang. Separados de seus pais quando crianças. ambos entraram no circuito Street Fighter para demonstrarem suas habilidades. Os dois foram criados por seu avô adotivo, que tem um restaurante em Xangai e treinou ambos em diversas artes marciais chinesas. Os gêmeos são apadrinhados de oito chefes de uma comunidade do submundo chinês e se tornaram líderes de sua cidade. Yun (que se veste de branco e usa boné) é extrovertido e impulsivo.  Os dois irmãos são parentes de Lee do primeiro Street Fighter e um personagem do jogo se refere aos dois como os "irmãos Lee" (リー兄弟, Rī kyōdai) no final de ambos em Street Fighter III.
Em Street Fighter III 3rd Strike, a dupla decide enfrentar a organização de Gill, os Illuminati, que ameaçaram invadir a cidade dos dois. Após derrotar Gill, a dupla volta para casa e é recebida pelas amigas Houmei e Shaomei.
Yun e Yang tinham habilidades idênticas em Street Fighter III e Yang era apenas uma versão alternativa de Yun. Em 2nd Impact e 3rd Strike, Yang se tornou um personagem distinto com suas próprias habilidades e técnicas, além de um final personalizado.
Após Street Fighter III, Yun apareceu como personagem jogável em Capcom vs. SNK 2, com a ajuda de Yang em alguns golpes especiais. Yun ainda apareceria nas versões de Street Fighter Alpha 3 para Game Boy Advance e PlayStation Portable, além de Capcom Fighting Jam. Os gêmeos também aparecem na cena introdutória de Chun-Li nas versões caseiras de Street Fighter IV e em seu final em Super Street Fighter IV. Também é possível jogar com os dois personagens em Super Street Fighter IV: Arcade Edition.

### Yang
Yang (ヤン, Yan) é um artista marcial nascido em Hong Kong, irmão gêmeo de Yun. Yang (que usa vermelho e possui uma longa franja) é mais calmo e analítico que seu irmão.

### Dudley
Dudley (ダッドリー, Daddorī) é um lutador de boxe proveniente de uma rica família inglesa. Seu pai foi um bem sucedido empresário e atleta, que pôde lhe dar uma boa educação. Por algum motivo desconhecido, Gill roubou o antigo carro de seu pai. Considerando isto um desrespeito ao nome de sua família, Dudley ingressou no torneio World Warrior para rever o carro, e, por conseqüência, a dignidade de seu nome. Sendo um pugilista, Dudley utiliza-se somente de socos e, de maneira similar a Balrog(Street Fighter II), executa outros tipos de socos distintos caso receba comandos dos botões de chutes.

### Ibuki
Ibuki (いぶき, Ibuki) vive em uma vila composta inteiramente por Shinobi. Ela tem sido treinada desde criança, coisa pelo que é muito ressentida, pois quer ter uma vida de adolescente normal. Outros ninjas do clã de Ibuki incluem Sanjou, Enjou, Genda, Raion, Yuta Homura e sua melhor amiga, Sarai Kurosawa. Em Street Fighter III: 3rd Strike, Ibuki tem uma pré-luta especial com Makoto, mostrando que elas se consideram rivais.
Ela é enviada por seu clã para procurar documentos da organização de Gill. Estes documentos dizem respeito ao projeto "G-File", que foi responsável por criar Necro e Twelve. No final de Ibuki, Gill voluntariamente dá a Ibuki os documentos, já que o projeto está em execução naquele ponto.
Em 3rd Strike, Ibuki rastreia Oro para lutar contra ele pelo seu exame de graduação ninja. Ela luta bem o suficiente para passar e decide ir para a universidade. Lá, atraída por um colega por quem está apaixonada, se junta a uma agremiação que, para seu desgosto, mostra ser baseada em treinamento ninja.

### Oro
Oro (オロ, Oro) é um ermitão sennin que veio do Japão para o Brasil em 1900. Ele procura algum lutador que seja digno de herdar suas técnicas de luta. Luta com um braço amarrado pois é tão forte que pode matar acidentalmente seus oponentes (exceto quando executa artes especiais específicas). Vê Ryu como o único lutador digno de herdar sua técnica. É um dos personagens mais poderosos de toda a série, rivalizando com Akuma, Gen, Gouken e Oni.

### Elena
Elena (エレナ, Erena) é uma lutadora de capoeira do Quênia que entrou no torneio para fazer novos amigos e seu objetivo é conseguir dinheiro no torneio para estudar numa universidade na França.

### Sean Matsuda
Sean Matsuda (ショーン・マツダ, Shōn Matsuda) nasceu no Brasil, especificamente em Santos, São Paulo, e vem de uma família de raízes mistas: por parte do avô japonês, Kinjiro Matsuda, herdou o legado do Matsuda Jiu-Jitsu; já por parte dos tios da família da Silva, tem laços com a capoeira. Apesar disso, Sean escolheu trilhar seu próprio caminho, deixando de lado tanto o jiu-jítsu quanto a capoeira para seguir os passos de Ken Masters, inspirando-se no caratê e no estilo Ansatsuken. Enquanto sua irmã Laura permaneceu fiel ao Matsuda Jiu-Jitsu, Sean representa uma fusão cultural que opta por romper com a tradição em busca de sua própria identidade como lutador. Adora basquete, tanto que vive andando com sua bola nos braços. Um dia, Sean viu um campeonato de karatê e ficou muito admirado com Ken. O jovem lutador então resolveu ir até Nova York conhecer o "ídolo". No entanto, Ken não lhe deu muita atenção. Só ao descobrir que o rapaz já tinha se inscrito para o Street Fighter Tournament foi que resolveu dar dicas para Sean, passando a treiná-lo após o torneio. Ele é o irmão mais novo de Laura de Street Fighter V.

### Necro
Necro (ネクロ, Nekuro) foi transformado pelos Illuminati para ter movimentos super flexíveis, bem como produzir eletricidade como Blanka.
Seu estilo de luta foi simulado por computador, então programado em seu cérebro. O nome real de Necro é Illia.

### Gill
Gill (ギル, Giru) é o líder de um misterioso culto como a organização chamada Illuminati que manipulou eventos do mundo durante 2000 anos, e é dedicado à salvação da humanidade para à criação de uma nova utopia. Os Illuminati modificaram geneticamente à Gill quando era criança, aumentando sua força e velocidade de modo que pudesse participar em um programa de treinamento intenso do combate corporal. Gill havia superado as demais experiencias, além das centenas dos guerreiros igualmente modificados, passando mesmo seu próprio irmão invejoso, Urien. De acordo com a legenda de Illuminati, a alma do imperador precedente de Illuminati seria reencarnada em um corpo novo após a morte; a organização determinada, com os resultados de seu programa de treinamento especial, que a reencarnação do emperor era Gill. Conseqüentemente, na idade de 22, Gill foi apontado presidente dos Illuminati. Urien era negligenciado devido a sua instabilidade emocional, e apontava o vice-presidente sob Gill. Mais tarde, Urien desafiou Gill para o presidência do Illuminati e sucedeu. Urien tentou acertar então no presidente do Illuminati. Entretanto, Gill não foi demitido. No fato, foi promovido fora do título do presidente e transformou-se no imperador e o messias novo. Sob Gill, os Illuminati continuaram a ganhar o poder e os recursos, adquirindo o capital e as propriedades com as várias transações de negócio. Quando a organização veio na possessão de um determinado automóvel Jaguar do pai de um campeão britânico do boxing heavyweight sabido como Dudley, Gill mesmo foi desafiado pelo pugilista a fim de ter o heirloom automotriz retornado. Gill, sendo da habilidade de combate poderosa, concordou em retornar o carro precioso, como o vale do carro era insignificante comparada aos Coffers de sua organização. Os Illuminati continuaram a conduzir realces genéticos e outros mutações intrusivas nos seres humanos, sequestrando seus assuntos ou criando os artificiais, em uma série do desenvolvimento sabida como o G-Projeto. Estas experiências resultaram na criação dos soldados super inteligentes como Necro e Twelve, seres realçados que projetaram realizar négocios dos Illuminati. Este projeto conduziu também ao abdução de uma menina nova que estivesse sob os cuidados de Chun-Li do agente de ICPO. Com o D.A.E. (dispositivo automático de entrada) de sua secretária fiel Kolin (pronunciado como "Colleen") e apesar das tramas do seu irmão mais novo, Gill organizou o terceiro torneio World Warrior com o objetivo de encontrar lutadores fortes o bastante para ser dignos da humanidade que repopulará após o fim do mundo.

### Urien
Urien (ユリアン, Yurian) é um dos principais membros da Illuminati e é o irmão mais novo de Gill. Sua maior ambição era tornar-se o líder de sua organização. Depois de algum tempo reclamando tal posto, Urien obtém sucesso e torna-se o presidente da Illuminati, mas apenas para descobrir que seu irmão Gill é o Imperador. Devido a isso, Urien muda suas prioridades e decide criar seu próprio exército através do Projeto G para tomar o lugar de Gill. Raptou uma das crianças de Chun-Li, que foi em seu encalço para resgatá-la.

### Remy
Remy (レミー, Remī) resolve participar do torneio para derrotar Sagat. No entanto, o campeão tailandês, não estava no torneio, pois a Shadaloo havia sido destruída e M. Bison supostamente morto.

### Makoto
Makoto (まこと, Makoto) é uma excelente lutadora de karatê que agora cuida do dojo que antes pertencia a seu pai, mestre no estilo Rindoukan de karatê. Por sua academia ter poucos estudantes e, em razão disso, apresentar problemas financeiros, resolve ir atrás do campeão Ryu. Entra no torneio para se encontrar com o andarilho, lutar com ele e convencê-lo a dar aula em seu dojo. Encontra-se com Ryu, mas é vencida.  Mesmo assim sua fama cresce e o número de alunos inscritos em seu dojo também.

### Twelve
Twelve (トゥエルブ, Twuerubu) é o primeiro soldado criado com sucesso pelo Projeto G dos Illuminati, projeto este desenvolvido pelo Dr. Kure para criar supersoldados. Como primeira missão, Twelve foi encarregado de caçar e destruir Necro, um dos protótipos criado durante os experimentos. Ele possui uma forma humanóide e corpo todo branco. Possui olhos de fundo preto, que na maior parte do tempo não apresentam glóbulos (como pode-se ver no jogo ao terminá-lo com Twelve, os olhos dele são vermelhos). Sua cabeça possui um formato quase oval, achatada. Sua voz é estridente, sem emitir qualquer palavra compreensível.

### Q
A história de Q é um mistério. Na verdade, ninguém sabe exatamente quais são suas intenções e objetivos, e qualquer informação sobre seu passado é desconhecida. Atualmente, está sendo procurado pela CIA devido à sua presença em diversos eventos e desastres ao redor do mundo.

## Introduzidos na sérieStreet Fighter IV

### Crimson Viper
Crimson Viper (クリムゾン・ヴァイパー, Kurimuzon Vaipā), abreviado para C. Viper, apareceu pela primeira vez em Street Fighter IV. Nova personagem, é rival de Chun-Li e Cammy. Ela é uma agente secreta americana que trabalha para CIA e ao mesmo tempo para Seth. Possui uma filha chamada Lauren, que é o seu ponto fraco mesmo sendo sarcástica e durona em serviço. Seu nome real é Maya (マヤ).
Esta lutadora conta com certa vantagem em relação à boa parte dos lutadores que participam do torneio de Street Fighter. O plano de fundo da super espiã C. Viper é desconhecido, mas a guerreira conta com habilidades notáveis. Sua roupa é muito mais que um simples traje, pois conta com diversos apetrechos variados, capazes de eletrocutar inimigos, dentre muitos outros usos. Mesmo sem massa muscular avantajada, C. Viper conta com artifícios extremamente poderosos. C.Viper também aparece em Marvel vs Capcom 3  fate of two worlds

### Abel
Abel (アベル, Aberu) é um lutador francês de sambo que sofre de amnésia. Abel persegue os remanescentes da Shadaloo tentando encontrar respostas sobre seu passado.
Este lutador faz sua primeira aparição em Street Fighter IV. Abel é um homem sem passado, que deseja simplesmente eliminar os membros sobreviventes da terrível Shadaloo. No site do jogo, foi afirmado que Abel, assim como Cammy, era um corpo substituto de Bison, mas que com a ajuda de alguém, sobreviveu e conseguiu escapar (tal fato é reforçado pelo seu Ultra Combo, em que seus olhos ficam negros como os de Seth, que havia sido criado com o mesmo propósito). Seu estilo de luta é o “Mixed Martial Arts” (MMA), ou Artes Marciais Mistas em uma tradução livre para o português, e tudo indica que Abel era um mercenário e possui ligações com Guile, vendo em seu estilo de luta muitas semelhanças com o homem que ele se lembra de ter salvo sua vida (Charlie).

### El Fuerte
El Fuerte (エル・フォルテ, Eru Forute) é um lutador Mexicano que passa seu tempo aperfeiçoando suas técnicas de Luta-Livre e desenvolvendo suas questionáveis habilidades culinárias. Ele viaja o mundo para aprender as melhores receitas do planeta e teve sua estreia no Street Fighter IV. É conhecido de T. Hawk. Nos gibis publicados pela UDON Entertainment, El Fuerte é também um fã ardoroso de Rainbow Mika.

### Rufus
Rufus (ルーファス, Rūfasu) é um lutador falastrão de porte avantajado, conta com um estilo peculiar de Kung Fu. Além disso, Rufus se declara como o maior lutador dos Estados Unidos e se julga como rival de Ken Masters. Seu objetivo é simples, provar para todos que é melhor que Ken. Mas, muitas vezes, ele acaba confundindo seus rivais, pois apesar do que diz, ele realmente não sabe como Ken é de verdade, chegando a acreditar que pessoas como Ryu, Cody, Abel e até mesmo Cammy sejam Ken. Ao contrário do que seu físico possa sugerir, Rufus é bastante ágil e tem golpes eficientes.

### Seth
Seth (セス, Sesu) é o principal antagonista de Street Fighter 4. Ele é a cabeça da divisão de armas da Shadaloo, a S.I.N.
O presidente da S.I.N, uma companhia que desenvolve e comercia armas, coletou os dados de todos os melhores lutadores do mundo e os assimilou em seu próprio estilo de luta. Inicialmente, Seth seria o corpo alternativo de Bison, mas seus planos ambiciosos não permitiram tal acontecimento. Seth retorna em Street Fighter V, agora habitando um corpo feminino, que pertencia a uma Doll conhecida apenas como "Unidade Zero".

### Gouken
Gouken é o lendário mestre de artes marciais dos jovens Ryu e Ken, assim como o irmão mais velho de Akuma. Gouken se caracteriza pela sua barba e um colar de orações em seu pescoço. Possui em suas costas o símbolo de sua arte marcial e cicatrizes em todo o seu corpo, resultado das batalhas ao longo de sua história. Foi mencionado pela primeira vez no encerramento de Akuma em Street Fighter Alpha. Apareceu oficialmente na série Street Fighter IV.
O mestre Gouken é um dos lutadores mais poderosos de toda a Terra. Após desenvolver e refinar o Ansatsuken, estilo de luta ensinado aos seus alunos, Gouken foi derrotado pelo seu rival Akuma e agora procura fazer um retorno triunfal depois de ter sido julgado como morto.
O manual de instruções para as versões norte-americana e europeia de Street Fighter II para o Super Nintendo identificou o mestre de Ryu e Ken com o nome de Sheng Long, um nome derivado de uma tradução incorreta da frase de vitória de Ryu na versão arcade do jogo ("Você deve derrotar Sheng Long para ter uma chance "), que também era a base do caráter falso de mesmo nome. De fato, Sheng Long é a pronúncia mandarim dos dois primeiros caracteres kanji em Shōryūken (昇龍拳), o nome japonês do Dragon Punch, uma das técnicas especiais de Ryu e Ken. Shōryūken, ou shēng lóng quán em mandarim, significa "Punho do Dragão Nascente". Sheng Long foi mais tarde usado como o nome do mestre de Ryu e Ken nos quadrinhos da editora Malibu e no jogo baseado no filme live-action. Em março de 2017, Sheng Long recebeu um perfil de "piada" no Shadaloo Combat Research Institute, parte do site da Capcom Fighters Network, dedicado a perfis de todos os personagens presentes na história do Street Fighter. Sheng Long aparece como um NPC no modo World Tour de Street Fighter 6.

### Juri Han
Juri Han (ハン・ジュリ, Han Jyuri) é uma sul-coreana que luta Tae Kwon Do. Juri trabalha como espiã para a organização de Seth, S.I.N. e tem um dispositivo de chi-impulsionando implantado em seu olho esquerdo, o chamado "Feng Shui Engine". Tem um relacionamento com Vega/Balrog por quem admira seu instinto sarcastico. Juri possui tendências homicidas e traços de psicopatia que, aliados às suas habilidades, fazem dela uma oponente muito perigosa.

### Hakan
Hakan (ハカン, Hakan) nasceu na Turquia e adora óleo. Especialista na luta turca chamada grease wrestling (luta no óleo) ou em sua língua nativa yağlı güreş. Sua aparêcia é uma das mais variadas. É alto, musculoso, pele avermelhada e cabelos azuis com rodelas (não é bem um cacheado). Usa um amuleto em sua cintura e uma calça preta. É casado e pai de sete filhas, além de ser um amigo de longa data de E. Honda e dono de uma empresa fabricante de óleo de cozinha.
Hakan é um personagem diferente em relação a golpes especiais. Caso queira usar um golpe especial dele, deve-se fazer certa combinação de algum outro golpe especial para ele se cobrir de óleo novamente e executar um golpe especial, pois seus golpes devem ser feitos com Hakan coberto de óleo, senão o ataque não tem muita utilidade ou nem se consegue executá-lo.
Hakan entra no torneio Street Fighter IV para demonstrar seu estilo para o mundo.

### Decapre
Decapre (ディカープリ, Dikāpuri) é uma das Dolls, membro da guarda pessoal de Bison, composta de garotas vítimas de lavagem cerebral. Notavelmente, Decapre é muito parecida com Cammy, só que utiliza uma máscara para cobrir o rosto, cujo lado esquerdo é desfigurado. Implica-se que, da mesma forma que Cammy foi projetada para ser um clone de Bison, Decapre teria sido um protótipo falho. Como as outras Dolls, Decapre não demonstra qualquer sentimento por conta da lavagem cerebral, a não ser quando se trate de Cammy, cuja memória é o bastante para deixá-la furiosa. Decapre luta com um par de garras energizadas retráteis, localizadas em suas manoplas, além de possuir alguns golpes comuns a Cammy, Juni e Juli.

## Introduzidos emStreet Fighter V

### F.A.N.G
F.A.N.G é um dos personagens introduzidos em Street Fighter V, um assassino que usa veneno para atacar. É o segundo na hierarquia da Shadaloo (atrás de M. Bison), e a sua paixão é fazer experiências malignas dentro dos laboratórios da organização. Era o líder de uma organização chinesa de assassinos chamada Nguuhao, que servia à Shadaloo. Um dia, os membros da Nguuhao resolveram tentar um levante contra Bison, que os liquidou facilmente. F.A.N.G resistiu mais do que os outros mas, ao ver que seus venenos não faziam efeito em Bison, e que o líder da Shadaloo possuía um poder destrutivo além de sua imaginação, resolveu jurar lealdade a Bison como um dos Quatro Reis da Shadaloo, substituindo Sagat, que já havia se desligado da organização.

### Laura
Laura Matsuda é uma lutadora brasileira especialista no estilo fictício Matsuda Jiu-Jitsu — uma vertente do jiu-jitsu desenvolvida por sua família, baseada no jiu-jitsu tradicional japonês com ênfase em alavancas, quedas e finalizações em pé (ao invés do estilo popularizado pela família Gracie). Além de suas técnicas de grappling, Laura canaliza eletricidade em combate, sendo a primeira personagem da série Street Fighter a combinar um estilo de agarrões com o uso de projéteis. Irmã mais velha de Sean Matsuda, veterano de Street Fighter III, Laura é a filha do meio da família Matsuda, composta pelo avô Kinjiro, o pai Yuichiro, a mãe Brenda, o irmão mais velho Fábio e os primos Enzo e Manuela,  estes últimos ligados à capoeira.

### Necalli
Necalli é um dos novos personagens que se estreou em Street Fighter V. O nome vem da língua azteca (Nahuatl), sugerindo que pode ter origem na América Central. É um guerreiro misterioso, possivelmente uma divindade, que busca espíritos lutadores fortes para se alimentar deles.

### Rashid
Rashid é um lutador filho de uma família rica do Oriente Médio. Sempre acompanhado de seu gigantesco guarda-costas Azam, anda à procura de uma amiga desaparecida, uma cientista de computação raptada por Bison e obrigada a trabalhar no Projeto C.H.A.I.N.S., o plano final da Shadaloo para dominar o mundo. Rashid é um rapaz amigável, obcecado por novas tecnologias, e devido à sua capacidade de usar o poder do vento, ganhou a alcunha "Rashid do Vento Turbulento" (逆巻く風のラシード, Sakamaku Kaze no Rashīdo). A criação de Rashid foi uma colaboração entre a Capcom Japan a Sony e a Pluto Games.

### Kolin
Kolin é a secretária e braço-direito de Gill. A personagem, que já havia aparecido em Street Fighter III, tem um papel maior em Street Fighter V, guiando o ressuscitado Nash sob a identidade de Helen, além de liderar um grupo independente de lutadores, composto também por Rashid e Juri, para lutar contra a Shadaloo, a fim de preparar o caminho para a ascensão de seu mestre. Possui a habilidade de manipular e disparar gelo.

### Ed
Ed apareceu inicialmente no final de Balrog em Street Fighter IV, quando o boxeador o resgata das ruínas da base da S.I.N. controlada por Seth e descobre que o garoto é capaz de manipular o Psycho Power, pois ele havia sido sequestrado com o intuito de servir como um novo corpo para Bison caso o líder da Shadaloo fosse destruído novamente. Balrog cuidou de Ed ao longo dos anos, ensinando-lhe a lutar boxe e protegendo-o de F.A.N.G. Com o fim da Shadaloo, Ed e Balrog seguiram seus caminhos, porém, atormentado pelo espírito de Bison, Ed decidiu se afastar de Balrog para protegê-lo. Algum tempo depois, montou sua própria organização secreta, a Neo Shadaloo, composta por outros que foram feitos de cobaia para os experimentos malignos da Shadaloo, entre os quais Falke.

### Menat
Menat é uma adivinha discípula de Rose, que utiliza uma bola de cristal para prever o futuro. Ela tenta avisar Ed sobre um futuro nebuloso que o aguarda, relacionado aos desígnios de Bison para o rapaz.

### Zeku
Zeku é o 38.º mestre da arte ninja Bushin. Depois de passar seu título a seu pupilo Guy, Zeku decide partir em uma jornada para criar um novo estilo. Tem a habilidade de, durante a luta, assumir uma aparência mais jovem, que lembra Hiryu, o herói da série Strider; especula-se, inclusive, que o estilo que Zeku cria no final de sua história venha a dar origem à ordem dos Striders, no futuro (os jogos da série Strider se passam em meados do século XXI).

### Falke
Falke é uma entre os personagens novos a serem apresentados na terceira temporada de DLC de Street Fighter V. É membro da Neo Shadaloo, a organização fundada por Ed. Assim como Ed, Falke também fora concebida para ser um corpo reserva para Bison, e para tanto passou por anos de treinamento árduo e experimentos dolorosos que a deixaram traumatizada, até que Ed a ajudou a escapar da Shadaloo. Juntos, eles fundaram a Neo Shadaloo no intuito de buscar outros que passaram pelas mesmas experiências que eles. É leal a Ed, a quem admira pela determinação de se desfazer do passado que os marca.

### G
G é um dos personagens novos a serem apresentados na terceira temporada de DLC de Street Fighter V. Um homem barbudo e imponente que usa uma cartola e um fraque sem mangas, deixando à mostra marcas douradas na forma do mapa-múndi. Capaz de manipular terra, magma e minerais, G se auto-intitula o "Presidente do Mundo", e conclama os cidadãos da Terra a se unir em uma única sociedade pacífica, contando com o apoio de Rashid para fazer sua mensagem viralizar pela Internet.

### Kage
Kagenarumono (影なる者, "Aquele Envolto em Sombras"), ou simplesmente Kage (影, "Sombra"), é a encarnação do lado maligno de Ryu, que ganhou vida própria depois que Ryu conseguiu purificar seu corpo e mente do Satsui no Hado. Ao contrário de Evil Ryu, que era o próprio Ryu dominado pelo Satsui no Hado, Kage é um reflexo distorcido de Ryu, uma entidade que agora possui vida própria após ter sido expulsa do corpo que habitava.

### Eleven
Eleven é um protótipo de Twelve desenvolvido pelos Illuminati. Assim como Twelve, ele pode se transformar em outros lutadores, mas não possui técnicas próprias. No jogo, quando selecionado, ele se transforma aleatoriamente em um lutador diferente por partida.

### Luke
Luke Sullivan é um lutador norte-americano de MMA, filho de um oficial das Forças Especiais que perdeu a vida salvando inúmeros civis de um atentado terrorista. Por admiração ao pai, Luke tentou seguir seus passos alistando-se, mas depois de um tempo descobriu que não sentia satisfação em servir à sua pátria, e decidiu deixar o serviço militar e entrar para o circuito de lutas em busca de sua satisfação. Jovial e irreverente, Luke possui grande respeito por aqueles que seguiram caminhos parecidos aos dele, como Ryu e Guile. Em Street Fighter 6, Luke monta sua própria academia de artes marciais, dedicando-se a ensinar prospectivos novos street fighters.

## Introduzidos emStreet Fighter 6

### Jamie
Jamie Siu é um jovem cujo estilo combina zui quan e passos de break em seu estilo de luta. É rival de Luke desde a infância, e grande admirador dos irmãos Yun and Yang, que o salvaram de ser morto por uma gangue na juventude.

### JP
JP é o misterioso líder da organização terrorista Amnesia, agindo sob a fachada do magnata russo Johann Petrovich, líder de uma ONG chamada Terra Network Partners que atua em uma pequena nação asiática chamada Nayshall. Luta o estilo bartitsu e é capaz de manipular uma fração do Psycho Power de Bison.

### Kimberly
Kimberly Jackson é uma artista de rua norte-americana e admiradora de Guy, razão pela qual se tornou aluna do estilo ninja Bushin. Seu tio, Albert Jackson, fazia trabalhos voluntários para a Fundação Masters em Nayshall, e deu sua vida para salvar Ken de uma emboscada do grupo terrorista Amnesia, o qual incriminou o próprio Ken pelo assassinato. Kimberly então busca a verdade sobre o que aconteceu.

### Lily
Lily é uma jovem da tribo Thunderfoot que viaja para conhecer o mundo, inspirada por seu amigo e compatriota T. Hawk, trazendo sempre consigo uma câmera fotográfica antiga. Ela luta com um par de clavas chamadas Pogamoggans.

### Manon
Manon Legrand é uma judoca francesa que combina as técnicas de seu estilo com passos de balé.

### Marisa
Marisa é uma lutadora italiana que também trabalha como designer de joias. Alta e musculosa, ela busca inspiração nos antigos guerreiros greco-romanos para seu estilo de luta.

### A.K.I.
A.K.I. é uma aprendiz de F.A.N.G, encarregada por ele de investigar os remanescentes da Shadaloo. É uma lutadora com uma personalidade sádica e, assim como seu mentor, uma perita na arte de utilizar venenos contra seus oponentes. Nutre uma paixão por F.A.N.G por ele tê-la tirado da vida de abandono que vivia antigamente.

## Introduzidos na sérieStreet Fighter EX

### Hokuto
Hokuto (ほくと) nasceu no clã Mizukami (水神), uma família que tem mantido uma tradição na arte de Kobujutsu. Originalmente conhecida como "Shirase" durante a sua infância, Hokuto foi confiada à casa de treinamento e foi criada lá. Ela tem uma irmã mais nova, Nanase. As duas treinaram juntas rigorosamente nas artes marciais e estavam intimamente ligadas. Hokuto, formada em artes marciais desde tenra idade, refinou seu estilo pessoal, viu florescer seu talento para se tornar uma Seiden (mestre das artes marciais dos Mizukami). 
Ao completar 17 anos, Hokuto soube da existência de um irmão mais velho chamado Kairi, filho de seu pai adotivo, que desapareceu quando Hokuto ainda era um bebê. Ele estava vivo e também procurava ser um Seiden. Diante disse, Hokuto sai para uma viagem para procurá-lo e enfrentá-lo em um confronto de vida ou morte. Durante sua jornada, Hokuto se reencontrou com seu irmão Kairi. No entanto, a presença de Kairi acionou um sentimento mortal em Hokuto, transformando-a em uma assassina, cujo único propósito era o apagamento da existência de Kairi. Os dois irmãos iniciaram uma árdua batalha, que terminou abruptamente quando Kairi caiu em um barranco e desapareceu. 
Hokuto retornou de sua viagem e foi reconhecida como "Seiden" da família Mizukami. Enquanto Nanase treinava para se tornar sua sucessora,boatos afirmaram que Kairi ainda estaria vivo. Hokuto concede o título de "Seiden" para Nanase e sai para uma viagem para encontrar Kairi novamente.

### Cracker Jack
Cracker Jack (クラッカー・ジャック, Kurakkā Jyakku) tem o poder de ler a mente dos outros, sendo assim ele sabe muito bem com quem ele pode fazer amizades. Sagat é um inimigo mortal de Jack. Jack tem os mesmos poderes que Balrog com exceção do poder de ler a mente das pessoas.

### Doctrine Dark
Nascido na Alemanha, Doctrine Dark (ドクトリン・ダーク, Dokutorin Dāku), cujo nome real é Holger (オルガー, Orugā), já serviu sob as ordens de Guile com sua unidade de reconhecimento especial tático. Durante uma missão, a sua própria unidade começou a ter brigas com uma unidade rival, liderada por Rolento. A briga evoluiu para uma verdadeira batalha, com ambos recebendo pesadas baixas. Doctrine Dark foi o único membro da sua unidade que escapou. No entanto, ficou gravemente ferido emocionalmente e fisicamente. Equipado com um aparelho respiratório portátil, ele finalmente escapou do hospital e entrou na clandestinidade, só para voltar a emergir como o louco assassino psicótico Doctrine Dark. Dark acredita que Guile tenha sido o responsável pelo massacre de sua unidade e pretende matá-lo.
O estilo de luta de D. Dark pode ser comparável ao de Scorpion (Mortal Kombat), com um movimento que pega o adversário e pode arrastá-lo em um combo ou eletrificá-lo. Ele também faz uso de lâminas escondidas e explosivos.

### Skullomania
Skullomania (スカロマニア, Sukaromania) era um vendedor chamado Saburo Nishikoyama (西小山　三郎, Nishikoyama Saburō). Seus superiores não estavam satisfeitos com seus resultados como vendedor. Com pouca sorte e constantemente sob pressão por resultados, ele resolveu vestir-se e agir como um super-herói para chamar a atenção de todos e provar seu valor como vendedor. Cansado de seu emprego, Skullomania decidiu tornar-se um herói em tempo integral. Não se conhece muito mais de seu passado. Skullomania assemelha-se aos Kamen Riders, super-heróis japoneses cuja encarnação original, curiosamente, foi baseada em um outro personagem do mesmo criador, Shotaro Ishinomori, chamado Skull Man. Skullomania também fez uma aparição no game de PlayStation Fighter Maker (na verdade uma engine para jogos de luta em 3D), produzido pela Arika, a mesma produtora da série EX. Uma versão feminina de Skullomania aparece como conteúdo para download no jogo SNK Heroines: Tag Team Frenzy.

### Pullum Purna
Pullum Purna (プルム・プルナ, Purumu Puruna) é filha de um homem árabe rico. Ela busca vingança contra a Shadaloo, pois seu avô foi encontrado em estado hipnótico e morrendo depois de ler um livro com a palavra Shadaloo na capa. Ela jura vingança e desvendar esse mistério, e contrata Darun Mister como guarda-costas, fazendo ainda parceria com sua amiga Blair Dame.

### Allen Snider
Um lutador que desejava a reputação de ser o maior mestre de Karate nos Estados Unidos. Allen Snider (アレン・スナイダー, Aren Sunaidā) foi muito bem no torneio americano de artes marciais, mas perdeu lutando contra Ken Masters, que o elogiou afirmando que ele possuía grande potencial.
Motivado pelas palavras de Ken, Allen renovou sua formação e desenvolveu de novas técnicas com base nas de Ken, tais como o Shoryuken. Allen começou a viajar pelo mundo para provar que ele agora não é apenas um bom lutador, mas o melhor de todos. Allen fez uma participação no arcade Fighting Layer, produzido pela Arika para a Namco em 1998.

### Blair Dame
Blair Dame (ブレア・デイム, Burea Deimu) nasceu em uma família europeia protetora, mas em sua educação foram incluídas artes marciais. Sua amiga Pullum um dia a convida para uma viagem, pelo mundo, para participar do torneio Street Fighter EX, e assim vingar a morte de seu avô, morto pela Shadaloo. Blair aceita e parte com a garota em viagem, acompanhadas do guarda-costas de Pullum, o lutador de wrestling Darun. Ela possui uma irmã chamada Sharon. Assim como Allen, Blair também teve uma participação especial em Fighting Layer.

### Darun Mister
Darun Mister (ダラン・マイスター, Daran Maisutā) não tinha liberdade para lutar e escolher seus adversários, pois era campeão de uma organização privada de Wrestling, patrocinada por um grupo de milionários, onde suas lutas eram bastante lucrativas. A sorte de Darun muda quando ele foi contratado como guarda costas de Pullum, uma garota filha de um milionário árabe, que entra no torneio Street Fighter para vingar a morte de seu avô, morto pela Shadaloo. Com isso, Darun pode finalmente lutar contra os melhores lutadores mundiais. Darun utiliza as mesmas técnicas de luta de Zangief, fazendo com que ele queira futuramente lutar contra o grande lutador russo, para medir suas forças e saber quem é o melhor.

### Garuda
Garuda (ガルダ) é um demônio vestido com uma armadura de samurai que empunha uma espada escondida dentro de seu próprio corpo. Ele é uma entidade não-humana, uma compilação de almas enlouquecidas por um acúmulo de sentimentos negativos como raiva, ódio, inveja, traição e desespero. Devido a isso, Garuda é também conhecido por ser fatal, mesmo sem tomar ação. Isto é devido à sua ondas cerebrais. Sua idade, a origem exata, e estilo de luta são desconhecidos. Como a maioria dos personagens da série EX, ele não tem ligação com qualquer um dos outros personagens. Garuda luta ferozmente, sendo um dos poucos personagens no jogo cujos ataques provocam grande sangramento, fato que foi removido na versão americana do jogo.

### Kairi
Kairi (カイリ) é um Estudante do lendário estilo Mizugami, assim como suas irmãs Hokuto e Nanase. Ele também é praticante do lendário estilo Muay Thai. Anos atrás, após ser expulso do seu local de origem, ele assassinou seu corpo físico a pedido dos aldeões de seu vilarejo, por carregar espíritos malígnos em seu corpo, reencarnando em um filho homem de ascendência Japonesa.
Na adolescência, ele passou a ter visões e sonhos perturbadores sobre sua vida passada, e dedicou todo seu tempo em buscas por lutadores ao redor do mundo, na tentativa de restabelecer sua memória e o conhecimento de suas origens. Séculos depois de perder sua memória, ele ingressou em um torneio denominado Street Fighter, onde ele conseguiu avançar até as finais. Ele lutou contra um lutador chamado Hayate que estava namorando Hokuto. Kairi saiu vitorioso sobre Hayate, mas ele não conseguiu recuperar sua memória.
Alguns anos se passaram, e Akuma começou a aumentar o poder e o potencial de Kairi, pois ele aparentava ser muito poderoso, e ao mesmo tempo não era ninguém. Kairi ficou muito assustado quando esteve face-a-face com a morte. Quando Akuma percebeu que Kairi era uma ameaça, tentou aniquilá-lo com seu golpe mais poderoso, o Shun Goku Satsu antes que Kairi despertasse sua energia e o atacasse. Vendo que nada ocorrera, Akuma não teve outra escolha senão desferir o Satsui No Hadou. Com isso, houve uma imensa explosão, fazendo Kairi possuir o mesmo espírito malígno de Akuma, só que se tornará mais poderoso.
Essa é a primeira vez que que Akuma acha um lutador que conseguia enfrentar, então, ele sorriu e disse "Você será um lutador que terá o único prazer de me enfrentar em uma batalha real." Então, Akuma fugiu, logo após deixar Kairi bem fraco depois de uma longa batalha. Akuma se pergutava a todo momento, como tal poderia ser tão forte. Após isso, Kairi não queria mais saber de recuperar sua memória, lembrar de suas origens, ou família. Seu único objetivo, era punir Akuma por colocar um espírito malígno em seu corpo, que queimava em uma dor infinita a cada segundo que se passava, e somente derrotando Akuma, ele poderia libertar seu corpo.
Em Street Fighter EX 2, Kairi finalmente derrota Akuma, e parte novamente em uma busca pelo guerreiro mais forte do planeta. Sabendo da morte de Akuma, sua irmã Hokuto fica preocupada com seu irmão, e parte em sua busca. Infelizmente, ao encontrá-lo, ela passa a seguir o mesmo caminho obscuro que seu irmão, e Nanase passa a ser a única que pode salvá-los das trevas.
Em Street Fighter EX 3, Kairi retorna à luz, motivado pela bondade do coração de Nanase. Pelo fato de Hokuto agora inclusa em forças malígnas, Kairi tenta retornar sua irmã à luz. Após um desferir um soco contra o outro, os dois são jogados para longe, onde ficam feridos e imóveis.

### Cycloids
Os Cycloids, tanto o Beta quanto o Gama, consistem em seres modelo 3D de um humanóide sem características faciais. Seus ataques são uma mistura de outros personagens e não possuem falas. Suas origens são desconhecidas.
O Cycloid-β (サイクロイド-β, Saikuroido Bēta) possui ataques de Kairi, Blair, Skullomania, Pullum, Allen, Ryu, Chun-Li, Akuma, D. Dark e Garuda. Seu corpo é azul e não-texturizado.
O Cycloid-γ (サイクロイド-γ, Saikuroido Ganma) possui ataques de Ken, M. Bison, Pullum, Guile, Darun, Skullomania, Blair, Chun-Li, Cracker Jack, Akuma e Garuda. Seu corpo possui apenas o esqueleto em wire frame.
Em Street Fighter EX 2, existe um terceiro Cycloid, que alguns consideram ser Cycloid-α ou Cycloid Alpha. Como o artista Edayan na época fez duas ilustrações idênticas, somente com cores diferentes (azul e vermelho), a versão azul sendo muito similar ao Cycloid-β, muitos deduziram que o vermelho seria Cycloid-α. A verdade é que ele não tem storyline, só aparece nas fases bônus, e seu nome aparece somente como Cycloid (サイクロイド, Saikuroido). Além disso, em relação as cores, existe um terceiro "uniforme" para esse Cycloid, na cor verde, sendo visto somente através de códigos habilitados através de um acessório utilizado para burlar os videogames.

### Hayate
Hayate (ハヤテ) é um personagem que aparece apenas na série Street Fighter EX da Arika. Ele aparece pela primeira vez em Street Fighter EX 2 para arcade. 
Hayate é um espadachim japonês da aldeia de Kukunochi cujo pai era o herói lendário que selou a besta de Orochi. Quando Orochi escapa de sua prisão e seqüestra uma moça do santuário local, Hayate mata o demônio como seu pai fez antes dele. Hayate se torna o novo guardião da aldeia. 
Hayate fica marcado por ser o único personagem a partir do original Street Fighter EX 2 que não volta na versão arcade de Street Fighter EX 2 Plus. Ele aparece na versão para PlayStation como um personagem oculto.

### Nanase
Nanase (七瀬) é irmã de Hokuto e Kairi, e faz parte de um clã ninja Bushinryuu, além de ser mestra do estilo de luta de Mizugami. Ela entra no torneio para tentar salvar seus dois irmãos, que sucumbiram ao lado maligno. Kairi, começou a possuir perigosas habilidades, fazendo com que o clã o perseguisse, mas com a perda de sua memória, o seu exílio era o bastante. Ele desaparece e cai no controle de Akuma. Hokuto sai para procurá-lo e termina, assim como seu irmão, caindo no controle de Akuma. Graças à bondade de seu coração, Nanase consegue trazer seu irmão de volta à luz e ele agora tenta salvar Hokuto, enfrentado-a em uma batalha.

### Shadowgeist
O homem que é agora Shadowgeist (シャドウガイスト, Shadougaisuto) era uma pessoa normal. Ele viveu sob uma ditadura cruel, perdeu a esposa e a filha por causa do governo opressor (os detalhes dos eventos dos assassinatos são vagas). Movido pela vingança e desprezo, Shadowgeist resolve encontrar os responsáveis pela tragédia e fazê-los pagar.

### Sharon
Sharon (シャロン) é uma bela assassina e espiã empregada por um governo desconhecido. Ela entra no torneio provavelmente atrás de seu alvo, que não foi revelado. Há boatos que seu alvo seria sua própria irmã, Blair Dame, que em Street Fighter EX, faz companhia a Pullum e Darun, na empreitada de Pullum em vingar seu avô. Seu estilo de luta difere totalmente do de sua irmã, enfatizando movimentos e agarrões rápidos. Carrega sempre consigo uma pistola e um rifle, porém, ela prefere ter uma luta justa com seu oponente, raramente utilizando-os. É praticante de Savate e é uma das lutadoras mais rápidas. Seus movimentos mais marcantes são Hell Fire e o Assault Rifle onde ela finalmente utiliza as duas armas de fogo que carrega.

### Area
Area (エリア, Eria) é uma bela jovem, com grande inteligência. É filha de um inventor, que lhe deu um nome bastante peculiar. Ela está no torneio testando as últimas invenções de seu pai, um sistema de armas, que inclui um par de patins a jato e um braço biônico gigante. Area acredita que os lutadores que participam no torneio são, na verdade, robôs de batalha.
Ela é a única lutadora da série Street Fighter, incluindo os jogos que fazem parte da cronologia oficial, que utiliza patins para lutar.

### Vulcano Rosso
Um misterioso combatente italiano vestido com extravagância. Vulcano Rosso (ヴルカーノ・ロッソ, Vurukāno Rosso) carrega um fardo de dor. Desde que sua sua amada foi morta, seu único pensamento é de vingança. Vulcano Rosso é um guerreiro que luta para vingar sua namorada assassinada. Ele tem a capacidade de criar ataques violentos e perigosos ataques que utilizam erupções de lava vulcânica. Seu nome é a tradução italiana de "Red Volcano". Ele aparece pela primeira vez como um personagem em Street Fighter EX 2 Plus.

### Ace
Ace (エース, Ēsu) é um agente secreto que pode copiar movimentos de outros lutadores, e também a "versão final" dos Cycloids. Suspeita-se que seja um ciborgue com poderes super sônicos enviado pelo governo para coletar dados das armas secretas na base da Shadaloo, e o que provavelmente era o "Psycho Drive", de Bison, se baseando nos finais de Bison e Ace em SFEX. Porém o enredo da Arika é muito confuso. O jogador pode comprar golpes especiais para Ace, além de super e meteor combos (que são retirados de outros personagens das séries de SFEX) no character edit mode. Além dos Cycloids, Ace é o único lutador ausente no jogo Fighting EX Layer, que envolve apenas os personagens originais da sub-série Street Fighter EX.

## Introduzidos na sérieStreet Fighter: The Movie

### Blade
Blade (ブレード, Burēdo) é um personagem do jogo Street Fighter: The Movie. Ele e seus "clones" Arkane, Kyber e F7, são personagens exclusivos desta série, além de Captain Sawada.
Blade é um cyborg trabalhando para o ditador M. Bison (os chamados Bison Troopers). Ele foi um dos quatro soldados de Bison a serem experimentados e transformados em ciborgues. Sua missão é eliminar Guile e suas forças (A.N.). Na realidade, há rumores que Blade seja na verdade Gunloc (personagem do jogo de luta livre Saturday Night Slam Masters), irmão de Guile que estava em uma missão secreta para descobrir mais sobre a Shadaloo e foi capturado.
Na batalha, Blade usa ataques que envolvem facas e tazers. O estilo de luta de Blade é comparado a vários personagens da série Mortal Kombat. Os ciborgues, como um todo, são semelhantes na aparência, mas tinham uniformes de cores diferenciadas, semelhantes aos ninjas Scorpion, Sub-Zero, Reptile, etc. Nas versões para videogames domésticos de Street Fighter: The Movie, a Capcom retirou os cyborgs.

### Arkane
Personagem idêntico à Blade. A diferença está no seu uniforme, que é azul. Além disso, ele utiliza golpes elétricos.

### Khyber
Se diferencia de Blade por usar uniforme amarelo e ataques de fogo.

### F7
Outro "sósia" de Blade. Usa uniforme preto e mescla ataques dos outros soldados.

## Personagens da sérieFinal Fight

### Guy
Um mestre-ninja, caracterizado por usar um traje vermelho.
Guy é seguidor do caminho Bushido, e também um estudante da escola Ninjitsu Bushinryu Ninpou, representando a 39.º geração de estudantes desta arte. Ele é um guerreiro de honra, e luta como tal, sempre tentando vencer limpo, sem usar nenhum truque sujo. Guy treinou desde muito pequeno na escola Ninjitsu, e seu mestre foi uma lenda do Ninjitsu, Zeku (que por sua vez foi treinado pela maior lenda ninja viva, Genryusai). Na escola ele treinou junto com as filhas de Genryusai, que foram iniciadas por Zeku porque Genryusai era muito velho para ensiná-las. Seus nomes eram Rena e Maki, Guy instantaneamente se apaixonou por Rena, que não era uma estudante muito habilidosa do Ninjitsu, e acabou largando o ofício de ninja. Eles decidiram se casar, mas somente após Guy encontrar a sua "verdadeira missão".
E sua verdadeira missão veio depois de muitos anos de treinamento sob as ordens de Zeku, em um momento da vida de Guy em que ele se considerava um mestre do caminho Bushido e do Ninjitsu. No entanto, Zeku negou isso, dizendo que enquanto Guy não havia provado a si mesmo ser um verdadeiro mestre, e que ele devia continuar procurando seu próprio caminho. Inicialmente Guy pensou que ele deveria lutar constantemente e derrotar quantos inimigos ele pudesse para provar quão valioso ele era, para se tornar um mestre. De fato, nesse tempo aconteceu o mesmo com os amigos de Guy, de um dojô vizinho mantido pelo grande mestre Gouken, uma grande lenda do Karate Shotokan.
Guy se tornou amigo dos melhores discípulos de Gouken, Ryu e Ken, e todos os três fizeram suas próprias viagens para encontrar suas razões para lutar. No entanto, Guy logo soube que seu mestre estava certo, ele não era ainda um mestre do Ninjitsu, e apenas seguir o caminho do Bushido não era o bastante, lhe faltava ainda alguma coisa que ele próprio deveria descobrir para manter o caminho Bushido vivo. Quando Guy soube disso, ele tornou-se um verdadeiro mestre do Bushido também.
Durante suas viagens, Guy foi diversas vezes aos EUA, onde encontrou uma segunda casa em Metro City. Não era o lugar mais agradável do mundo, cheio de gangues de criminosos, como a Mad Gear. Em Metro City, Guy fez novos amigos, como Mike Haggar e Cody. Durante duas vezes ele ajudou a eliminar a escória de Metro City, primeiro com o objetivo de resgatar a filha de Haggar, Jessica, que estava nas mãos da Mad Gear e depois para aniquilar a gangue Skull Cross. Guy foi o elo principal da queda de ambos os grupos, trazendo assim muito ódio sobre si de qualquer ex-membro das gangues.
Guy treinava para achar o verdadeiro poder do Bushinryu, assim como se tornar o próximo mestre Bushinryu. Certo dia, seu mestre e também 38.º mestre Bushinryu, Zeku, finalmente veio até ele e o desafiou pelo título de mestre Bushin. Diz a lenda que só pode haver um único Bushin com o título de Mestre Bushin em cada geração, e por isso Guy e Zeku travaram uma grandiosa batalha, sem ódio, tendo sido Guy o vencedor. Após a batalha Zeku disse a Guy sobre o novo mal que estava vindo com força total, a Shadaloo; e que era o dever de um lutador Bushin enfrentar este mal. Com isso Zeku foi embora e nunca mais foi visto, tendo Guy finalmente se tornado o 39.º mestre da arte do Bushinryu.

### Cody
Cody Travers é personagem do jogo Final Fight é faixa preta em Karatê que ele treina desde os nove anos de idade. Era considerado um garoto prodígio no seu dojô, embora sua índole não fosse das melhores, uma vez que muitas vezes jogava sujo para ganhar os combates, como jogar areia nos olhos do oponente, batia com ferramentas no adversário ou mesmo esconder uma faca em seu sapato para atacar oponentes desprevenidos com ela. Cody vive em Metro City, onde se juntou com Guy e Haggar para salvar sua namorada, Jessica, da gangue Mad Gear. Apesar da Capcom tratar pouco do motivo de sua prisão, simplesmente afirma que ele se metia em brigas e foi preso por isso. Ele é um loiro, pele clara, que usa roupa listrada de ladrão, usa algemas e tem a mão enfaixada, e usa um par de sapatos pretos, costuma andar na rua com essas roupas de ladrão.

### Maki Genryusai
Maki Genryusai (源柳斉 真紀, Genryūsai Maki), ou simplesmente Maki (マキ), é uma ninja moderna e expert do estilo Bushin. Irmã de Rena, Maki almejava se tornar 39.º mestra bushin, entretanto, Guy foi escolhido por Zeku para o posto. Desde então, ela treina duro para um dia vencer Guy e se tornar a 40.º mestra. Maki possui cabelos compridos e loiros, presos num firme rabo de cavalo. Suas vestes ninjas são de cor vermelha, curtas, facilitando seus golpes. Sua primeira aparição foi em Final Fight 2, lançado exclusivamente para o Super Nintendo. É uma das muitas personagens japonesas sem nenhum traço oriental. Nas versões portáteis do game Street Fighter Alpha 3, a bela ninja carrega uma tonfa, arma previamente usada por ela no jogo Final Fight 2.
Maki faz parte do elenco da Capcom no jogo Capcom vs. SNK 2.

### Sodom
Sodom (ソドム, Sodomu) fez sua primeira aparição no Beat-em-up Final Fight como chefe da segunda fase. Em seu passado, Sodom foi um lutador de luta livre clandestina e promotor de lutas trabalhando para Mad Gear que desafiava oponentes em um ringue escondido dentro do metrô de Metro City.
Sodom reapareceria na franquia Street Fighter em Street Fighter Alpha e suas sequências, Street Fighter Alpha 2 e Street Fighter Alpha 3. Na história da série, Sodom procura reconstruir a gangue Mad Gear sob sua nova liderança ao derrotar seu velho nemesis Guy (protagonista de Final Fight). No final de Street Fighter Alpha ele consegue reagrupar alguns dos antigos membros da gangue (incluindo Rolento, que aparece nas sequências Alpha 2 e 3 como personagem selecionável, Poison e Andore/Hugo de Street Fighter III) apenas para ser ridicularizado por causa no novo nome que escolheu para a gangue (que é apenas "Mad Gear" escrito em uma sequência de kanji que não formam uma mensagem coerente). Em Alpha 2 ele viaja para o Japão, procurando por novos membros para sua gangue e se encontra num ringue de sumô, onde desafia o sumotori Fuji-no-miya, ou seja, E. Honda. Em Alpha 3 ele se acha envolvido na organização criminosa Shadaloo e termina por destruir a base de M. Bison (juntamente com a máquina "Psycho Drive") por atravessá-la com seu caminhão. Pelo curso da série o que permanece é o profundo respeito que ele tem por Rolento e Guy como guerreiros.
Sodom também aparece em Final Fight Revange, um jogo de luta 3D que é um spin off da série original. A história se passa pouco depois do primeiro Final Fight e mais ou menos no mesmo período da série Alpha. Enquanto dois personagens chamados Sodom e Gamorrah aparecem no anime Street Fighter II V como guarda costas do vilão Lean, foi confirmado que este não é o mesmo Sodom de Final Fight, mas um personagem totalmente novo.
Sodom é um aficionado pela cultura japonesa, mas uma piada recorrente é que ele comete uma série de gafes tentando compreendê-la. Por exemplo, suas frases de vitória no primeiro Street Fighter Zero (versão japonesa) são séries de palavras em inglês tentando formar uma frase em japonês, como "DIE JOB DEATH CAR?" ("morrer trabalho morte carro?"), querendo dizer Daijōbu desu ka? (大丈夫ですか, "Está tudo bem?").

### Rolento Schugerg
Rolento F. Schugerg (ロレント・F・シュゲルグ, Rorento F Shugerugu), ou simplesmente Rolento, é um personagem original das séries Final Fight com aparições em Street Fighter Alpha. Ele é o terceiro personagem de Final Fight na série Street Fighter Alpha, após Guy e Sodom, introduzidos no primeiro jogo da trilogia. Ele aparece pela primeira vez em Street Fighter Alpha 2, após inclusão de Guy e Sodom. Ele luta usando muitas das mesmas técnicas que ele usa no Final Fight. Rolento já não se contentava em ser um lacaio da gangue Mad Gear, mas procura criar sua própria nação utópica. Seu oponente final é Guy. Depois de derrotar Guy, ele aterroriza as ruas de Metro City.
Em Street Fighter Alpha 3, Rolento, lembrando Cody Travers como um poderoso lutador inimigo do passado, procurou por ele para tentar recrutá-lo para seu exército. Quando finalmente encontrou Cody em um uniforme da prisão e algemas, Rolento desanimou-se. Ele queria que o herói de Metro City voltasse a ser como antes, e não um solitário condenado. De todo jeito não adiantaria, pois Cody havia se recusado a participar de qualquer maneira. Por fim, confronta-se com M. Bison depois de roubar armas da Shadaloo para seu exército. Sodom, que havia seguido secretamente Rolento, percebe que Rolento não perdeu de vista os ideais megalomaníacos da Mad Gear. Decidem então trabalhar em conjunto para usar esses "valores" e construir sua grande nação utópica.
Rolento também participa de outros jogos além das séries Final Fight e Street Fighter. Ele faz parte do elenco da Capcom em Capcom vs. SNK 2 e está confirmado no crossover Street Fighter x Tekken.

### Hugo
Hugo (ヒューゴー, Hyūgō) é um gigantesco profissional de luta livre da Alemanha. É chamado Andore na série Final Fight e é baseado no famoso wrestler Andre The Giant. Sua agente Poison, que aparece antes e depois da luta, também foi uma personagem inimiga do mesmo jogo. Em Street Fighter III, Hugo desenvolve uma rivalidade com Alex.
Em Street Fighter III: 2nd Impact, Hugo é o único personagem cujo oponente final não é fixo. Em adição a Gill, Hugo também pode lutar contra Ryu, Elena ou Necro. Ele forma dupla com o rival derrotado em seu final. Em seu final em Street Fighter III: 3rd Strike, Hugo lidera o "Grande Exército da Luta Livre" (Huge Wrestling Army), um time de luta livre profissional composto dele mesmo e todos os outros personagens de 3rd Strike.
Hugo reaparece em outros jogos, como em SNK vs. Capcom: SVC Chaos e Street Fighter x Tekken.

### Poison
Poison é uma personagem fictícia pertencente ao universo de jogos eletrônicos da série Street Fighter, tendo sua primeira aparição no jogo Final Fight, de 1989. Segundo Yoshinori Ono em 2007, no Japão, Poison é considerada uma personagem transgênero não-operada, enquanto nos Estados Unidos e Europa é uma transexual operada: Na América, Poison é oficialmente transexual operado. No Japão, ela simplesmente coloca o órgão fora do caminho para parecer uma garota.

### Abigail
Abigail é um ex-membro da gangue Mad Gear. Originalmente era o chefe da quinta fase de Final Fight, responsável por controlar a Bay Area, na zona norte da cidade. Com a dissolução da gangue, Abigail, um apaixonado por carros, montou uma oficina automotiva no local, na qual outros ex-membros da Mad Gear também trabalham.

### Lucia
Lucia Morgan é uma dos quatro protagonistas de Final Fight 3, lançado para o Super Nintendo em 1995. Lucia é uma detetive da polícia de Metro City, sendo parte da Unidade de Crimes Especiais. Em Street Fighter V, Lucia age sob ordens de Haggar, investigando as atividades dos ex-membros da Mad Gear.

## Personagens da sérieRival Schools

### Akira
Personagem originária da série Rival Schools, apareceu pela primeira vez na série no spin-off "Street Fighter Online Mouse Generation", e foi anunciada como personagem da quinta temporada de Street Fighter V. Akira Kazama e seu irmão mais velho, Daigo, são órfãos. Eles moravam juntos na casa de Daigo antes de Akira se mudar para os dormitórios da Academia Feminina Seijyun.

## Outros personagens

### Cyborg
Cyborg é um ciborgue similar aos robôs usados pela Shadaloo (em Street Fighter II: The Animated Movie) para tirarem informações de valiosos lutadores. Funcionavam como espiões. Tinham câmeras anexadas em um dos olhos para levar imagens até a central da Shadaloo. Apareceu em Street Fighter II: Movie, também conhecido como SF The Interactive Movie.

### Kevin Striker
Kevin é um policial ciborgue que vive no futuro, combatendo parasitas a serviço da Galaxy Police (Divisão de Crimes Graves), e possui o codinome Type Valentine MX-5. É um spin-off da série, e na versão norte-americana, teve seu nome mudado para Ken.

### Shin
Único personagem original de Street Fighter Online Mouse Generation, ele é um sul-coreano confiante que desistiu da música e da pintura para se tornar um artista marcial de Taekwondo.

### D.D., Rook e Death
Personagens protagonistas de Capcom Fighting All-Stars, junto com Ingrid, que acabou sendo a única reaproveitada em outros jogos. D.D. e Rook seriam os outros dois protagonistas, ao lado de Ingrid (os três aparecem no jogo musical para dispositivos móveis, Otoranger), e Death seria o vilão do jogo, que ameaçaria Metro City com uma bomba, a qual somente os três protagonistas possuíam a chave para desarmar.